# Березька жупа (Чехословаччина)
48°18′ пн. ш. 22°39′ сх. д. / 48.3° пн. ш. 22.65° сх. д.
Березька жупа (у 1921—1926 роках іноді також Мукачівсько-Березька жупа, чес. Berežská župa) — одна із жуп, одиниць територіального управління Підкарпатської Русі в складі Першої Чехословацької республіки. Виникла в основному шляхом відокремлення від угорського Березького комітату. Існувала в 1919—1926 роках, спочатку мала площу 2 899 км², після 1921 року потім 3 347 км². Його адміністративним центром у 1919—1921 роках було Берегово, а потім до 1926 року Мукачево.

## Історичний розвиток
Коли в першій половині 1919 року чехословацька армія окупувала більшу частину Підкарпатської Русі, 6 червня 1919 року була неофіційно оголошена військова диктатура під командуванням французького генерала на чехословацькій службі Едмона Геннока з метою консолідації сил під час відходу угорських комуністичних і румунських військ. Підкарпатська Русь поступово була розділена на чотири жупи, які були засновані на адміністративних одиницях, створених там Угорщиною. Однією з таких одиниць була Березька жупа, яка була створена з південної частини оригінальної угорської Березького комітату. Саме Берегове було зайняте чехословацькою армією під командуванням Яна Хосташа 22 липня 1919 року. У вересні 1919 року в Берегові була створена експозиційна контора Мукачівської жупської контори, але з того ж року контора почала здійснювати свою діяльність як самостійна контора з повними повноваженнями. Під час реорганізації підкарпатських жуп у 1921 році Березька жупа отримала частину території скасованого Мукачівської жупи, а частину його існуючої території було новопризначено для Мармароської жупи.
Експозицію повітової канцелярії вів русинський адвокат Іван Желтвай, пізніше староста Ужгородської жупи. На чолі повіту стояв призначений урядом префект, але призначався лише тимчасовий повітовий адміністратор. Ймовірно, до вересня 1921 р. Антонін Ліхт, який після об'єднання Березької та Мукачівської жуп 15 вересня 1921 р. залишив політичну службу в Підкарпатській Русі. Повітовий центр знаходився в Берегові, після реорганізації повітів у 1921 році в Мукачеві.
Березька жупа проіснувала до 30 червня 1926 року. 1 липня 1926 року всі жупи Підкарпатської Русі були об'єднані в єдину Підкарпатську жупу.

## Географія
Березька жупа буда розташована на півдні Підкарпатської Русі, в околицях річок Тиси та Боржави. На заході межувало з Ужгородською жупою, на півночі спочатку з Мукачівською жупою (скасований у 1921 р.), а на сході з Мармароською жупою. Південний кордон був також державним кордоном з Угорщиною, з 1921 року північний кордон повіту був також державним кордоном з Польщею.

## Адміністративний поділ
До реорганізації 1921 року Березька жупа поділялася на п'ять округ (Берегове, Хуст, Іршава, Косино і Севлуш) і одне місто з утвореною волостю (Берегове), яке була окружного рівня. Після 1921 року через скорочення кількості повітів ситуація змінилася, і нарешті Березька жупа складалася з п'яти округ (Берегове, Іршава, Мукачево, Свалава та Нижні Вереці) та одного муніципального міста (Мукачево).